# We Came as Romans (album)
We Came as Romans è il quarto album in studio del gruppo musicale statunitense We Came as Romans, pubblicato nel 2015.

## Tracce
1. Regenerate – 3:47
2. Who Will Pray? – 3:23
3. The World I Used to Know – 3:14
4. Memories – 2:58
5. Tear It Down – 3:23
6. Blur – 3:14
7. Savior of the Week – 3:16
8. Flatline – 3:26
9. Defiance – 3:00
10. 12:30 – 3:52

- Traccia Bonus - Target

1. One Way Ticket – 3:30

## Formazione
- David Stephens – voce
- Kyle Pavone – voce, tastiera, piano, sintetizzatore
- Joshua Moore – chitarra, cori
- Lou Cotton – chitarra
- Andy Glass – basso, cori
- Eric Choi – batteria

## Classifiche
| Classifica (2015) | Posizione raggiunta |
| ----------------- | ------------------- |
| Stati Uniti       | 11                  |